# Tsjarodejka
Tsjarodejka (Russisch: Чародейка, "De tovenares") is een Russische film uit 1909 van regisseur Pjotr Tsjardynin en Vasili Gontsjarov. De film is gebaseerd op een toneelstuk van Ippolit Sjpazjinski.

## Verhaallijn
De film speelt zich af in het midden van de 19e eeuw. Langs de rivier woont een aantrekkelijke weduwe die tevens tovenares is. Zowel de prins als zijn zoon vallen voor haar. De vrouw van de prins zint op wraak.

## Rolverdeling
| Acteur                 | Personage        |
| ---------------------- | ---------------- |
| Ljoebov Varjagina      | Natstasja        |
| Aleksandra Gontsjarova | NNastasja's meid |
| Pjotr Tsjardynin       | prins Koerljatev |